# Комплекс построек Путиловского завода
Комплекс построек Путиловского завода — архитектурный комплекс, включающий в себя исторические здания, охраняемые как памятники архитектуры. Расположен в Санкт-Петербурге, современный адрес — проспект Стачек, 47.
Завод был основан в 1801 году указом Павла I по предложению Чарльза Гаскойна. Собственная дача Гаскойна находилась на Петергофской дороге, и в том же году туда перевели Кронштадтский литейный завод. К 1868 году завод был разорён, и его выкупил у казны Николай Иванович Путилов, наладивший выпуск рельсов и вагонов, боеприпасов и орудий. С 1890 года завод стал ориентироваться на производство механизмов, с начала XX века — строить паровозы и суда. К 1901 году на территории завода, помимо производственных зданий, были церковь, больница, школа, библиотека, заводской парк и театр, жилые дома. К 1934 году активно строились новые и реконструировались старые производственные корпуса, построено училище и пожарная часть.
Территория завода характеризуется чётко выраженными зонами: металлургической, механической, складской, административной. К сохранившимся зданиям с использованием оригинальных конструктивных решений относятся административный корпус, заводская лаборатория, башенная мастерская и кузница; они по-прежнему используются для производства, первые три упомянутых здания охраняются как памятники архитектуры (в статусе выявленных объектов культурного наследия).
Башенная мастерская была построена неизвестным архитектором перед Первой мировой войной, в 1912 году, для сборки башенных установок военных судов. На открытии здания присутствовал Николай II. У здания три пролёта, внешние стены кирпичные, внутренняя система состоит из металлических колонн, ферм, подкрановых опор и балок. Цех освещается через сплошное остекление боковых скатов кровли и два расположенных на торцах витража. В центральной части корпус завершён высоким фронтоном ломаного очертания с расположенным на нём большим арочным витражом. Высота здания — 34,8 м, толщина стен — 2,5 кирпича, неостеклённая часть крыши покрыта кровельным железом. В 1930-е годы здание было расширено пристройками.
Здание заводоуправления строилось из кирпича в неоклассическом стиле как больница в 1913 году, на нём установлена мемориальная доска Николаю Рубцову.